# أليكس ويندهام
أليكس ويندهام (بالإنجليزية: Alex Wyndham)‏ هو ممثل بريطاني، ولد في 1981.

## أعمال

### أفلام
- (2007) آرن- فارس المعبد[2]

## وصلات خارجية
- أليكس ويندهام على موقع IMDb (الإنجليزية)
- أليكس ويندهام على موقع قاعدة بيانات الأفلام السويدية (السويدية)
- أليكس ويندهام على موقع قاعدة بيانات الفيلم (الإنجليزية)